# Matthias Buth

Matthias Buth, 2014

Matthias Buth (Pseudonym: Matthias Bucht; * 25. Mai 1951 in Wuppertal) ist ein deutscher Jurist, Dichter und Schriftsteller.

## Leben
Matthias Buth studierte Rechtswissenschaften an der Universität zu Köln. 1985 wurde er dort mit der Dissertation Die Entwicklung des militärischen Befehlsrechts unter besonderer Berücksichtigung des Militärstrafrechts der DDR promoviert. Ab 1981 war er Kulturreferent beim Landschaftsverband Rheinland, sodann im Bundesministerium für Innerdeutsche Beziehungen, später Ministerialrat im Referat „Literatur, Musik, Bildende Kunst der Deutschen Kulturgebiete im Östlichen Europa“ im Bundesministerium des Innern, ab 1998 im Bundeskanzleramt beim bzw. bei der Beauftragten der Bundesregierung für Kultur und Medien (BKM) als Leiter verschiedener Referate, zuletzt bis 2016 als Justiziar. Matthias Buth lebte bis 1970 in Wuppertal, dann bis 1985 in Köln, seitdem in Rösrath-Hoffnungsthal. Nunmehr ist er Rechtsanwalt.
Matthias Buth veröffentlicht seit 1973 Gedichte, Essays, Feuilletons und Rezensionen. Er ist Mitglied im Verband Deutscher Schriftstellerinnen und Schriftsteller (VS). 1981 erhielt er den Förderpreis des Landes Nordrhein-Westfalen für Literatur, 1991 das Amsterdam-Stipendium des Berliner Senats. 2020 erhielt er vom rumänischen Staatspräsidenten Klaus Johannis den Kulturverdienstorden / Ordinul „Meritul Cultural“. 2023 wurde er für seine Lyrik mit dem Nikolaus-Lenau-Preis ausgezeichnet. Er gehört zu den Gründern der Else Lasker-Schüler-Gesellschaft in Wuppertal und initiierte 2021 das Philomena-Franz-Forum e.V. in Rösrath, das er seitdem leitet.
Seine Gedichte und Prosa wurden ins Arabische, Englische, Französische, Polnische, Rumänische, Ukrainische, Russische, Türkische und Tschechische übersetzt sowie vertont in Kammermusik- und Chorwerken von Thomas Blomenkamp (Meerbusch), Violeta Dinescu (Bukarest / Oldenburg), Bernd Hänschke (Duisburg), Abel Ehrlich (Tel Aviv), Wolfgang Hildemann (Düsseldorf), Hermann Große-Schware (Krefeld) und für das Ensemble „Kunstkopf“ von Ulrich Heimann (Dortmund).
Er ist seit 1986 Organisator und Moderator der „Rösrather Literaturgespräche“ und schreibt politische Feuilletons für Deutschlandfunk Kultur (Berlin) und in der Allgemeinen Zeitung für Rumänien (ADZ). Die Frankfurter Allgemeine Zeitung (FAZ) stellte mehrfach seine Lyrik vor.

## Werke
- Gezeitet, Gedichte, Darmstadt 1974
- Ohne Kompaß, Gedichte, Düsseldorf 1984[1]
- Rheinblick, Gedichte aus „Neues Rheinland“, 1956–1984 (Hg.), Köln 1984
- Die Entwicklung des militärischen Befehlsrechts unter besonderer Berücksichtigung des Militärstrafrechts der DDR, (Dissertation), Köln 1985
- Kopfüber nach Deutz, Gedichte, Krefeld 1989
- Die Stille nach dem Axthieb, Gedichte, Eisingen 1997
- Linistea de Dupa Lovitura De Secure (erweiterte Fassung von “Die Stille nach dem Axthieb”), Bukarest 1998
- Der weite Mantel Deutschland, Feuilletons, Berlin-Brandenburg 2001
- Zwischen mir und vorbei, Gedichte, Weilerswist 2007
- Rumänien hinter den Lidern / Romania Dincolo De Pleoape, Gedichte, rumänisch-deutsch, Bukarest 2009
- Der Rhein zieht eine Serenade, Gedichte, Weilerswist 2010
- Kaligrafia bliskosci, Wierze (Übersetzung von „Zwischen mir und vorbei“), Wrocław 2010
- Weltummundung, Gedichte aus vier Jahrzehnten, Weilerswist 2011
- Dichter dulden keine Diktatoren neben sich, 40 Stimmen zu Reiner Kunze (Hg. zusammen mit Günter Kunert), Weilerswist, 2013, ISBN 978-3-944566-05-4.
- Tansania Tangenten, Gedichte, 2013
- Gnus werden auf der Flucht geboren, Gedichte, Weilerswist 2015, ISBN 978-3-944566-36-8
- Paris regnet, Gedichte, Herausgegeben von Jürgen Brôcan, Dortmund 2017, ISBN 978-3-7412-9092-3
- Gott ist der Dichter – Psalmen und andere Liebesgedichte, Wuppertal 2017, ISBN 978-3-943940-30-5
- Seid umschlungen – Feuilletons zur Kultur und Zeitgeschichte, mit einem Vorwort von Peter Steinbach, Berlin 2017, ISBN 978-3-940384-92-8.
- POESIEALBUM 344, ausgewählt und herausgegeben von Helmut Braun, Wilhelmshorst 2019, GTIN 978-3-943-708-44-8
- Weiß ist das Leopardenfell des Himmels. Neue Gedichte, Nachwort von Jörg Aufenanger, Berlin 2019, ISBN 978-3-96258-035-3.
- Der Schnee stellt seine Leiter an die Ringmauer / Poetische Annäherungen an Rumänien und andere Welten, mit einem Nachwort von Markus Bauer, Ludwigsburg 2020
- Die weiße Pest / Gedichte zu Zeiten der Corona, mit einem Nachwort von Torsten Voß, Berlin 2020, ISBN 978-3-86356-294-6
- Der Himmel über Rösrath, Feuilletons, mit einem Nachwort von Thorsten Voß, Ludwigsburg 2021, ISBN 978-3-86356-318-9
- Einen hellen Millimeter Unsterblichkeit, Gedichte, herausgegeben von Markus Bauer und Catharine J. Nicely, Berlin 2021
- Im Zwischenland, Rhapsodien, Vorwort von Markus Bauer, Berlin 2022, ISBN 978-3-96258-102-2
- Wo Worte Brot waren und warme Milch, Gedichte, Nachwort Markus Bauer, Berlin 2024, ISBN 978-3-96258-167-1
- Gott ist der Dichter – Psalmen und andere Liebesgedichte, Vorwort Walter Hinck, Neuausgabe, Berlin 2024, ISBN 978-3-96258-172-5
- Die Verfassung der Dichter, herausgeben und mit Nachwort von Bernd Leukert, Klagenfurt 2024, ISBN 978-3-99029-643-1
- im augenblick, Fotografie/Lyrik, Autor zusammen mit Wolf Birke, mit einem Vorwort von Jörg Aufenanger, Berlin 2025, ISBN 978-3-96258-200-5

## Herausgeberschaft
- Rheinblick, Gedichte aus der Zeitschrift „Neues Rheinland“ 1956–1984, Köln 1984
- Rheinische Kulturpflege 1985–1989, Köln 1985 (herausgegeben zusammen mit Horst Jansen)
- Dichter dulden keine Diktaturen neben sich. Reiner Kunze. Die wunderbaren Jahre. Von Deutschland nach Deutschland. Ein Lesebuch zu Reiner Kunzes 80. Geburtstag, herausgegeben zusammen mit Günter Kunert, Weilerswist 2013, ISBN 978-3-944566-05-4
- Der Himmel über Philomena – Auschwitz sieht uns an, Eine Anthologie zur Kulturgeschichte mit Beiträgen von Markus Bauer, Helmut Braun, Matthias Buth, Hajo Jahn, Rainer M. Klaas, Kolja Lessing, Kurt Roessler, Claudia Roth, Paul Schendzielorz und Marina Weisband, Ludwigsburg, 2022

## Beiträge in Anthologien
Zahlreiche Texte wurden veröffentlicht in Anthologien, so u. a. in:
- Das Gedicht – #30, Weßling, 2022
- Lichtblicke, Gedichte, die Mut machen, Hrsg. von Anton G. Leitner, Reclam, Ditzingen, 2022
- D Eins. Hrsg. von Claus Gigl und Klaus-Michael Guse, Westermann, Braunschweig 2021.
- Die Bienen halten die Uhren auf, Naturgedichte, Hrsg. von Anton G. Leitner, Reclam, Stuttgart 2020.
- Das Gedicht – Dichter an die Natur, Weßling, 2019.
- Jahrbuch für Lyrik, Hrsg. von Christoph Buchwald und Mirko Bonné, Schoeffling, Frankfurt 2019.
- Reisen. Gedichte. Hrsg. von Vanessa Greiff, Reclam, Ditzingen 2018.
- Tod, wo ist dein Stachel. Todesfurcht und Lebenslust im Christentum. Hrsg. von Thomas A. Seidl und Ulrich Schacht, Evangelische Verlagsanstalt, Berlin 2017.
- es stand / Jerusalem um uns. Jerusalem-Gedichte. Hrsg. von Birgit Lermen und Verena Lenzen, Kühlen, Mönchengladbach 2016.
- Altershalber. Gedichte aus acht Jahrhunderten. Hrsg. von Helmut Zwanger, Klöpfer & Meyer, Tübingen 2015.
- stadt land fluss. 111 Dichterinnen und Dichter aus Nordrhein-Westfalen. Hrsg. von Jürgen Nendza und Hajo Steinert, Lilienfeld, Düsseldorf 2014.
- Jeder Vers ein Leopardenbiss. Hrsg. von Hajo Jahn, Peter Hammer, Wuppertal 2011.
- Gottesgedichte. Ein Lesebuch zur deutschen Lyrik nach 1945. Hrsg. von Helmut Zwanger und Karl-Josef Kuschel, Klöpfer & Meyer, Tübingen 2011.
- Versnetze 2–14. Hrsg. von Axel Kutsch, Ralf Liebe, Weilerswist ab 2009.
- Frankfurter Anthologie Bt. 31. Hrsg. von Marcel Reich-Ranicki, Fischer, Frankfurt am Main 2007.
- Der Neue Conrady / Das Große deutsche Gedichtbuch. Hrsg. von Karl Otto Conrady, Artemis & Winkler, Düsseldorf-Zürich 2000.
- Europavisionen im 19. Jahrhundert. Hrsg. von Wulf Segebrecht, Ergon, Würzburg 1999.
- Großau / Siebenbürgen. In: Europa erlesen. Hrsg. von Georg Aescht, Wieser, Klagenfurt 1999.
- Nachkrieg und Unfrieden. Hrsg. von Hilde Domin, Fischer, Frankfurt am Main 1995.
- Von einem Land und vom anderen. Gedichte zur deutschen Wende. Hrsg. von Karl Otto Conrady, Suhrkamp, Frankfurt am Main 1993.
- Deutsche Lyrik unseres Jahrhunderts. Hrsg. Rudolf Helmut Reschke, Bertelsmann, Gütersloh 1992.